# Joseph B. Keller
Joseph Bishop Keller (* 31. Juli 1923 in Paterson, New Jersey; † 7. September 2016 in Palo Alto, Kalifornien) war ein US-amerikanischer Mathematiker, der wichtige Beiträge zur angewandten Mathematik geleistet hat.

## Leben
Keller studierte Mathematik an der New York University und promovierte 1948 bei Richard Courant (Reflection and Transmission of Electromagnetic Waves by Thin Curved Shells). Von 1948 bis 1979 war er Professor für Mathematik am Courant-Institut der New York University und von 1979 bis 1993 Professor für Mathematik und Maschinenbau an der Stanford University. 1993 wechselte er in den Ruhestand.
Sein jüngerer Bruder Herbert Keller, der bei ihm promovierte, war ebenfalls ein bekannter Mathematiker.

## Werk
Keller hat mehr als 300 wissenschaftliche Arbeiten veröffentlicht, die ein breites Spektrum der angewandten Mathematik abdecken. Berühmt ist er vor allem für die von ihm entwickelte geometrische Theorie der Beugung, angeregt durch Arbeiten an Sonar-Ortung im Zweiten Weltkrieg, und für Anwendungen der (nach ihm benannten) Einstein-Brillouin-Keller-Methode (EBK) in der semiklassischen Näherung der Quantenmechanik. Er war regelmäßiger Teilnehmer am Geophysical Fluid Dynamics Program des Woods Hole Oceanographic Institute.

## Ehrungen
Für seine Leistungen wurde Keller vielfach ausgezeichnet. 1969 wurde er in die American Academy of Arts and Sciences gewählt. 2006 wurde er Ehrenmitglied der London Mathematical Society. 1976 und 1977 erhielt er den Lester Randolph Ford Award der Mathematical Association of America. 1979 wurde er mit dem Theodore von Kármán Prize der Society for Industrial and Applied Mathematics (SIAM) geehrt. 1981 wurde ihm die A. C. Eringen Medal der Society of Engineering Science verliehen. 1984 erhielt er die Timoschenko-Medaille der American Society of Mechanical Engineers (ASME) und 1988 die National Medal of Science der USA. Die National Academy of Sciences ehrte ihn 1995 durch die Verleihung des National Academy of Sciences Award in Applied Mathematics and Numerical Analysis. 1996 erhielt er den Nemmers-Preis für Mathematik und 1997 den Wolf-Preis für Mathematik. 1994 hielt er einen Plenarvortrag auf dem Internationalen Mathematikerkongress (ICM) in Zürich (Wave Propagation). Er war Fellow der American Mathematical Society.
Keller war seit 1973 Mitglied der National Academy of Sciences der USA. Er war Ehrendoktor der Technischen Universität von Dänemark, der Northwestern University, der Technischen Universität von Kreta, des New Jersey Institute of Technology und der Columbia University.
Für seine Berechnung einer Teekanne, deren Tülle nicht tropft, wurde ihm der Ig-Nobelpreis für Physik des Jahres 1999 zugesprochen. 2012 erhielt er abermals den Ig-Nobelpreis für eine Arbeit über die Bewegung eines Pferdeschwanzes.